# Copa Sul-Minas
La Copa Sul-Minas va ser una competició futbolística brasilera disputada per equips de la regió sud del Brasil i de l'estat de Minas Gerais.
Durant els anys 60 es disputaren dues competicions similars anomenades Campeonato Sul-Brasileiro (1962) i Torneio Centro-Sul (1968). El 1999 s'inicià aquesta nova competició amb el nom de Copa Sul, ja que encara no hi participaren els equips mineiros. Entre el 2000 i el 2002, el campionat proporcionà participants per la Copa dos Campeões.

## Campions
Font:
Campeonato Sul-Brasileiro
- 1962:  Grêmio Foot-Ball Porto Alegrense

Torneio Centro-Sul
- 1968:  Grêmio de Esportes Maringá

Copa Sul
- 1999:  Grêmio Foot-Ball Porto Alegrense

Copa Sul-Minas
- 2000:  América Futebol Clube
- 2001:  Cruzeiro Esporte Clube
- 2002:  Cruzeiro Esporte Clube

## Títols per estat
des de 1999
- Minas Gerais 3 cops
- Rio Grande do Sul 1 cop